# Julián Clavería (escultura)
L'escultura urbana coneguda pel nom Doctor Julián Clavería, ubicada al carrer Emilio Rodríguez Vigil, a la ciutat d'Oviedo, Principat d'Astúries, Espanya, és una de les més d'un centenar que adornen els carrers de l'esmentada ciutat espanyola.
El paisatge urbà d'aquesta ciutat, es veu adornat per obres escultòriques, generalment monuments commemoratius dedicats a personatges d'especial rellevància en un primer moment, i més purament artístiques des de finals del segle xx.
L'escultura, feta de pedra, és obra de Víctor Hevia, i està datada 1944.
Es tracta d'un senzill bust, instal·lat sobre un pedestal de pedra, als jardins situats davant la façana principal de l'Hospital General d'Astúries. Vol retre homenatge i servir de record del doctor Julián Clavería i Gonzalo. És representat de jove, informalment vestit, en actitud de passar els fulls d'un llibre que sosté entre les seves mans.